# Келлер, Фридрих Людвиг фон
Фридрих Людвиг фон Келлер (англ. Friedrich Ludwig von Keller (vom Steinbock); 1799—1860) — швейцарский правовед.

## Биография
Фридрих Людвиг фон Келлер родился 17 октября 1799 года в городе Цюрихе.
Получив профильное образование стал профессором римского права в Университете Цюриха, занимал должность судьи и принимал большое участие в цюрихском политическом перевороте 1830—1831 гг., стоя во главе радикальной партии. 
В качестве президента верховного суда он занялся организацией правосудия и научной разработкой цюрихского права, которое во многом благодаря его стараниям получило признание во всей Швейцарии. 
В 1847 году, после четырехлетнего пребывания в Университете Галле, Фридрих Людвиг фон Келлер перешел на кафедру в Берлинском университете, явившись здесь достойным преемником Фридриха Карла фон Савиньи и Георга Фридриха Пухты. 
Келлеру было свойственно сильно изменять свои политические взгляды, в разное время он был предводителем юнкерской партии, приближенным короля и советником реакционных прусских министров. 
Как романист Келлер являлся убежденным и горячим защитником римского права как основы научного образования юристов, хотя и не признавал за ним практического значения в современной жизни. Еще будучи радикальным политическим деятелем, он высказывался против введения в курс университетского юридического образования политических наук, считая сосредоточение внимания студентов на немногих областях, и по преимуществу на источниках чистого римского права, гораздо лучшей гарантией основательности образования. 
Главный научный труд Келлера — «Der Römische Civilprocess und die Actionen» (первое издание Лпц., 1852 год; позднее переведен на французский и итальянский языки), который на начало XX века всё ещё, по мнению профессора В. М.Нечаева, оставался «классическим по обоснованности взглядов, сжатости и ясности изложения».
Фридрих Людвиг фон Келлер умер 11 сентября 1860 года в городе Берлине.

## Избранная библиография
- «Comm. ad L. si ex duob. 32 pr. § de peculio» (1823);
- «Ueber Litiscontestation und Urtheil» (1827);
- «Die neuen Theorien in der Zürcherischen Rechtspflege» (Цюр., 1828);
- «Semestrium ad C. Tull. Ciceronem libri sex» (1841—51);
- «Grundriss zu Vorles. über Institutionen und Antiquitäten des röm. Rechts» (1854—58);
- «Institutionen» (1861)
- «Pandecten» (лекции, изданные после смерти Келлера Фридбергом (1861) и затем Льюисом (1866).